# Marietta (Oklahoma)
Marietta – miasto w Stanach Zjednoczonych, w stanie Oklahoma, siedziba administracyjna hrabstwa Love.